# Solenne Mary
Solenne Mary est une escrimeuse (sabre) française née le 2 mars 1981 à Saint-Martin-d'Hères. Gauchère, elle est successivement membre des clubs de Grenoble, du Kremlin-Bicêtre, puis de Strasbourg.
Elle est membre de l'équipe de France depuis 2006 et sportive de haut niveau depuis 1997. Elle est en contrat comme policière. Elle est titulaire d'un Master de biologie moléculaire et cellulaire.

## Palmarès
- Championnats du monde d'escrime
  -  Championne du monde de sabre par équipes en 2006 à Turin.
  -  Médaille d'argent de sabre par équipes en 2009 à Antalya.
- Coupe du Monde en 2010, 2ème à  Orléans et  Moscou.
- Championnats de France d'escrime 2023, 2008 : médaille d'or , argent en 2010  par équipe ;
  -  Argent en 2002 et 2008,  bronze en 2009.